# Sarcolaenaceae
Sarcolaenaceae nom. cons, porodica dvosupnica u redu Sljezolike. Oko 70 priznatih vrsta grmova i drveća u 10 rodova. Endemi su s Madagaskara.

## Rodovi
1. Familia Sarcolaenaceae Caruel (72 spp.)
  1. Rhodolaena Thouars (7 spp.)
  2. Schizolaena Thouars (22 spp.)
  3. Pentachlaena H. Perrier (4 spp.)
  4. Eremolaena Baill. (3 spp.)
  5. Perrierodendron Cavaco (5 spp.)
  6. Xyloolaena Baill. (5 spp.)
  7. Leptolaena Thouars (8 spp.)
  8. Sarcolaena Thouars (8 spp.)
  9. Mediusella (Cavaco) Hutch. (2 spp.)
  10. Xerochlamys Baker (8 spp.)